# Kōsei Akaishi
Kōsei Akaishi (jap. 赤石光生 Akaishi Kōsei; ur. 26 lutego 1965 w Hirosaki) – japoński zapaśnik w stylu wolnym. Trzykrotny olimpijczyk. Srebrny medalista w Los Angeles 1984 w wadze 62 kg. Czwarty w Seulu 1988 i brązowy medalista z  Barcelony 1992 w kategorii 68 kg.
Srebrny medalista mistrzostw świata w 1989; czwarty w 1987, 1990 i ósmy w 1991. Srebrny medal na igrzyskach azjatyckich w 1986, piąty w 1990. Drugi w mistrzostwach Azji w 1989 roku.